# Campionati del mondo di ciclismo su strada 2010 - Gara in linea femminile Elite
La gara in linea femminile Elite dei Campionati del mondo di ciclismo su strada 2010 è stata corsa il 2 ottobre nella cittadina di Geelong, in Australia, ed ha affrontato un percorso totale di 127,2 km. È stata vinta dall'italiana Giorgia Bronzini che ha concluso i nove giri del circuito in 3h32'01".
Alla gara venivano ammesse le atlete nate prima del 1992 escluso.

## Percorso
Il percorso si snodava interamente lungo un circuito tra le vie della cittadina di Geelong, a pochi chilometri da Melbourne. Lungo 15,9 km, era da ripetere otto volte per un totale di 127,2 km.
Partenza ed arrivo erano situati lungo Moorabool Street, all'altezza dell'incrocio con Little Ryrie Street. Il percorso affrontava già un breve tratto in salita fino all'incrocio con McKillop Street, da cui una discesa di quasi due chilometri porta in Barrabool Road. Qui si affrontava un tratto rettilineo lungo il Barwon River, fino alla rotatoria con Shannon Avenue, in cui si girava a destra in Mount Pleasant Road entrando poi in Barwon Boulevard, seguendo sempre il corso del fiume. In questo tratto iniziava la parte in salita del circuito, che raggiungeva in Challambra Crescent il punto più difficile, con pendenze medie dell'8% e punti di 13%. Attraversando The Ridge, il circuito si immetteva in Scenic Road da dove iniziava una lunga e veloce discesa di 2,5 km fino a Queens Park Road. Terminata la discesa, un nuovo strappo portava in Aphrasia Street e era seguito da una seconda lunga discesa lungo Pakington Street, Church Street e Glenleith Avenue che portava sulla costa dell'oceano. Transitando lungo The Esplanade si raggiungeva Western Beach, in cui una svolta a destra portava lungo i 750 metri del rettilineo finale di Moorabool Street, in costante ascesa.

## Squadre e corridori partecipanti
| N.    | Cod. | Squadra       |
| ----- | ---- | ------------- |
| 1-8   | ITA  | Italia        |
| 9-16  | NED  | Paesi Bassi   |
| 17-21 | GER  | Germania      |
| 22-28 | GBR  | Gran Bretagna |
| 29-35 | USA  | Stati Uniti   |
| 36-39 | SWE  | Svezia        |
| 40-46 | AUS  | Australia     |
| 47-52 | LTU  | Lituania      |
| 53-57 | BEL  | Belgio        |
| 58-63 | RUS  | Russia        |
| 64-69 | CAN  | Canada        |
| 70-75 | NZL  | Nuova Zelanda |
| 76-79 | FRA  | Francia       |
| 80-83 | SUI  | Svizzera      |
| 84-87 | UKR  | Ukraina       |
| 88-92 | RSA  | Sud Africa    |
| 93    | EST  | Estonia       |
| 94-95 | LUX  | Lussemburgo   |

| N.      | Cod. | Squadra               |
| ------- | ---- | --------------------- |
| 96-98   | NOR  | Norvegia              |
| 99      | JPN  | Giappone              |
| 100     | KAZ  | Kazakistan            |
| 101     | AUT  | Austria               |
| 102     | CZE  | Repubblica Ceca       |
| 103-105 | ESP  | Spagna                |
| 106-107 | THA  | Thailandia            |
| 108     | SLO  | Slovenia              |
| 109-111 | MEX  | Messico               |
| 112-114 | MAS  | Malesia               |
| 115-117 | SIN  | Singapore             |
| 118     | CRO  | Croazia               |
| 119     | SKT  | Saint Kitts and Nevis |
| 120     | ARG  | Argentina             |
| 121     | BRA  | Brasile               |
| 122     | AND  | Andorra               |
| 123     | BLR  | Bielorussia           |

## Ordine d'arrivo (Top 10)
| Pos. | Corridore            | Squadra       | Tempo    |
| ---- | -------------------- | ------------- | -------- |
| 1    | Giorgia Bronzini     | Italia        | 3h32'01" |
| 2    | Marianne Vos         | Paesi Bassi   | s.t.     |
| 3    | Emma Johansson       | Svezia        | s.t.     |
| 4    | Nicole Cooke         | Gran Bretagna | s.t.     |
| 5    | Judith Arndt         | Germania      | a 1"     |
| 6    | Grace Verbeke        | Belgio        | a 3"     |
| 7    | Trixi Worrack        | Germania      | s.t.     |
| 8    | Rasa Leleivyte       | Lituania      | s.t.     |
| 9    | Elizabeth Armitstead | Gran Bretagna | s.t.     |
| 10   | Carla Swart          | Sud Africa    | s.t.     |